# 前田理想
前田 理想（まえだ りそう）は、双子の兄弟による日本の漫画家ユニット。

## 作品リスト

### 漫画作品

#### 連載
- Dr.るっる（『ジャンプスクエア』2009年11月号[1] - 2010年10月号[2]）
- 相対性モテ論（原作：築地俊彦、『月刊コミック電撃大王』2012年4月号[3] - 2013年3月号）
- 凪のあすから（原作：Project-118、『月刊コミック電撃大王』2013年6月号[4] - 2016年5月号）
- クオリディア・コード（原作：Speakeasy、『ジャンプスクエア』2016年9月号[5] - 12月号→ジャンプSQ公式サイト）
- 元・世界1位のサブキャラ育成日記 〜廃プレイヤー、異世界を攻略中!〜（原作：沢村治太郎、『月刊少年エース』2019年2月号[6] - 連載中）

#### 読み切り
- Dr.るっる（『ジャンプSQ.II』vol.2）
- あらためっ（『ジャンプSQ.19』2010年秋号[7]）
- まど☆マギ演劇部（原案：Magica Quartet、『魔法少女まどか☆マギカ アンソロジーコミック』2011年[8]） - 『魔法少女まどか☆マギカ』のアンソロジー寄稿作品。
- ウィッチボー（『ジャンプスクエア』2012年11月号[9]）

### 書籍
- 『Dr.るっる』、集英社〈ジャンプ コミックス〉2010年、全3巻
- 『相対性モテ論』、原作：築地俊彦、KADOKAWA〈電撃コミックス〉2012年 - 2013年、全2巻
  1. 2012年8月27日発売[10]、ISBN 978-4-04-886935-5
  2. 2013年4月27日発売[11]、ISBN 978-4-04-891569-4
- 『凪のあすから』、原作：Project-118、KADOKAWA〈電撃コミックス〉2013年 - 2016年、全6巻
- 『クオリディア・コード』、原作：Speakeasy、集英社〈ジャンプ コミックス〉2016年 - 2017年、全2巻
- 『元・世界1位のサブキャラ育成日記 〜廃プレイヤー、異世界を攻略中!〜』、原作：沢村治太郎、KADOKAWA〈角川コミックス・エース〉2019年 - 、既刊11巻（2025年4月25日現在）

### その他
- Tとパンツとイイ話（MF文庫J、著：本村大志、2011年）イラスト